# Río Unine
Der Río Unine ist ein etwa 143 km langer linker Nebenfluss des Río Ucayali im Osten von Peru in der Region Ucayali.

## Flusslauf
Der Río Unine entspringt im Südwesten des Distrikts Raimondi in der Provinz Atalaya auf einer Höhe von ungefähr 1780 m. Das Quellgebiet liegt in der Cordillera San Carlos an der Wasserscheide zum weiter nordwestlich gelegenen Einzugsgebiet des Río Pichis. Der Río Unine fließt bis Flusskilometer 42 in überwiegend östlicher Richtung durch eine vorandine Berglandschaft im Süden des Sira-Gebirges. Dabei nimmt er den Río Chitani von links sowie die Flüsse Río Pauti und Río Pitza von rechts auf. Die Nationalstraße 3S (Mazamari–Atalaya) führt streckenweise entlang dem Flusslauf. Sie passiert dabei die beiden am rechten Flussufer gelegenen Siedlungen Chincheni und Bajo Shimpi. Etwa 14 km südwestlich der Provinzhauptstadt Atalaya biegt der Río Unine scharf in Richtung Nordnordwest ab. Ein Höhenkamm verläuft östlich vom Unterlauf des Río Unine und trennt diesen vom weiter östlich strömenden Río Ucayali. Etwa 15 Kilometer oberhalb der Mündung erreicht der Fluss das Amazonastiefland. 1,5 km oberhalb der Mündung trifft ein abgeschnittener Altarm des Río Ucayali von rechts auf den Río Unine. Dieser mündet schließlich auf einer Höhe von etwa 190 m in einen Seitenarm des Río Ucayali. 5 Kilometer oberhalb der Mündung befindet sich am rechten Flussufer die Siedlung Diamante Azul.

## Einzugsgebiet
Der Río Unine entwässert ein Areal von ungefähr 2800 km². Dieses erstreckt sich über den Südwesten des Distrikts Raimondi und besteht hauptsächlich aus mit tropischem Regenwald bewachsene Voranden. Das Einzugsgebiet des Río Unine grenzt im Nordwesten an das des Río Pichis, im Südwesten an das des Río Perené, im Süden an das des Río Tambo sowie im Osten an das des oberstrom gelegenen Río Ucayali.